# Karl Rudolf Walden

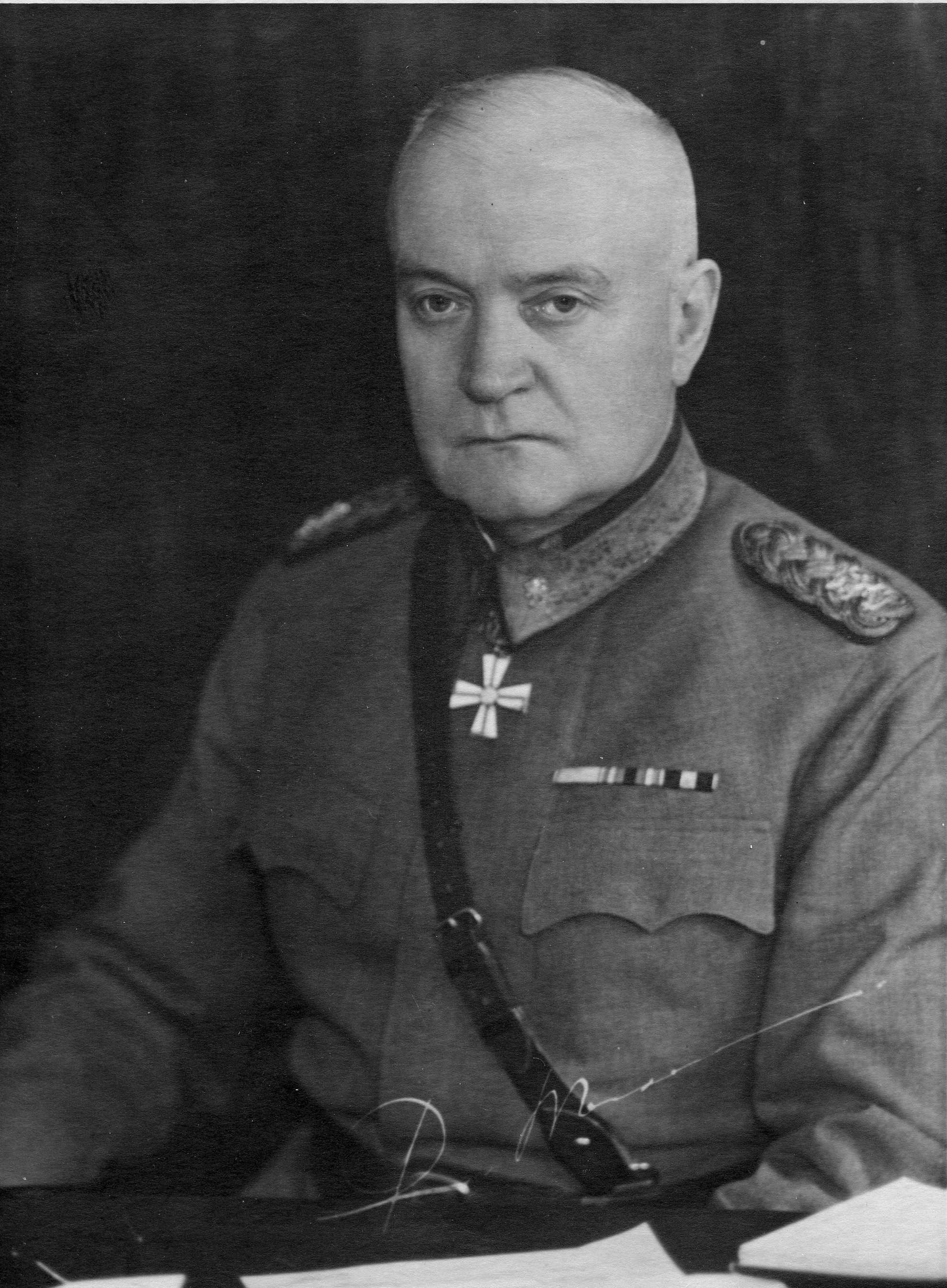
Karl Rudolf Walden

Karl Rudolf Walden (* 1. Dezember 1878 in Helsinki; † 25. Oktober 1946 in Sysmä) war ein finnischer General und Politiker.

## Berufliche Laufbahn
1902 gründete er in Sankt Petersburg eine große Papierhandelsgesellschaft. Während der nachfolgenden Jahr war er auch ein angesehenes Mitglied der finnischen Gemeinde St. Petersburgs. Er blieb bis zu seinem Tode 1946 als Geschäftsmann in der Papierindustrie tätig. Dabei wirkte er wesentlich bei den Zusammenschlüssen von Firmen und war Mitbegründer des Papierherstellungsunternehmens UPM-Kymmene. Darüber hinaus war er erster Präsident von FinPap, dem Dachverband der finnischen Papierindustrie.

## Militärische und politische Laufbahn

### Absolvent der Kadettenschule von Hamina
Walden absolvierte von 1892 bis 1900 eine militärische Ausbildung an der Kadettenschule von Hamina, musste allerdings die Armee 1902 nach einer Kürzung des Wehrdienstes verlassen.

### Finnischer Bürgerkrieg und Nachkriegszeit
Im Finnischen Bürgerkrieg, der das Land im Wesentlichen vom 27. Januar bis zum 5. Mai 1918 erschütterte, nahm er vom 20. Februar bis zum 5. März zunächst das Amt des Chef des Militärbezirks von Vaasa und anschließend vom 5. März bis 5. Mai das des Chef des Hauptquartiers ein. Anschließend war er vom 6. bis zum 22. Mai 1918 Sicherheitschef der besetzten Gebiete. Vom 27. November bis zum 30. Dezember 1918 war er schließlich Oberkommandierender der Armee und der Zivilgarde.
Während der Zeit des Bürgerkrieges stieg er vom Major am 3. Februar 1918 bis zum Oberst am 20. Juni 1918 auf.
Walden war vom 28. November 1918 bis zum 15. August 1919 erstmals Kriegsminister in der Regierung von Lauri Ingman und Kaarlo Castrén. Am 6. April 1919 erfolgte seine Beförderung zum Generalmajor. 1920 war er Teilnehmer an den Verhandlungen zum Frieden von Dorpat, in dem die Sowjetunion die Unabhängigkeit Finnlands anerkannte.

### Zweiter Weltkrieg
Während des Winterkrieges war er vom 3. Dezember 1939 bis zum 27. März 1940 Repräsentant des Hauptquartiers im Kabinett des Ministerpräsidenten Risto Ryti. In dieser Funktion war er Teilnehmer an den Friedensverhandlungen von Moskau, die am 12. März 1940 zur Unterzeichnung des Moskauer Friedensvertrages führten. Während dieser Zeit misstraute der General und Industrielle dem Patriotismus der finnischen Arbeiterbewegung trotz seiner guten persönlichen Beziehungen zum damaligen Außenminister und früheren Vorsitzenden der Sozialdemokratischen Partei (SDP), Väinö Tanner. Gleichwohl akzeptierten die Industrieverbände ab Januar 1940 die Gewerkschaften als Verhandlungspartner in Arbeitsfragen.
Ryti berief ihn am 27. März 1940 zum Verteidigungsminister. Dieses Amt bekleidete er auch in den Kabinetten von Johan Wilhelm Rangell, Edwin Linkomies, Antti Hackzell, Urho Castrén und Juho Kusti Paasikivi bis zum 27. November 1944. Während dieser Zeit war er darüber hinaus nach der Wahl von Ryti zum Staatspräsidenten vom 21. Dezember 1940 bis zum 3. Januar 1941 amtierender Ministerpräsident. Am 9. April 1941 wurde er zum Generalleutnant befördert.
Während des Fortsetzungskrieges zwischen Finnland und der Sowjetunion vom Juni 1941 bis September 1944 hatte er als Verteidigungsminister großen politischen Einfluss und suchte nach politischen Beziehungen zu Schweden und den USA. Am 3. Juni 1942 erfolgte seine Beförderung zum General der Infanterie. Am 19. September 1944 war er zudem Teilnehmer der finnischen Delegation zur Aushandlung des Waffenstillstands von Moskau, der den Fortsetzungskrieg beendete.

## Auszeichnungen
Während seines Lebens wurde Walden mit mehreren Orden wie dem Orden des Freiheitskreuzes (1918), dem Orden der Weißen Rose (1919) und dem Mannerheim-Kreuz (1944) ausgezeichnet.
Darüber hinaus wurde ihm unter anderem der schwedische Nordstern-Orden, der dänische Dannebrog-Orden (1928), der schwedische Schwertorden, das Großkreuz des Sterns von Rumänien sowie der deutsche Verdienstorden vom Deutschen Adler (1939) verliehen.

## Biografische Quellen und Hintergrundinformationen
- Biographische Notizen auf der Homepage der Finnischen Regierung
- Biographie auf der Mannerheim-Homepage
- Unabhängigkeit und Ende des Ersten Weltkriegs (1917-1918)
- Finnische Geschichte in Briefmarken: Zwischen den Kriegen (1919–1939)
- Finnische Geschichte in Briefmarken: Zweiter Weltkrieg (1939-1945)
- „War and Peace“, Artikel im TIME-Magazine vom 18. März 1940

| Personendaten    | Personendaten                    |
| ---------------- | -------------------------------- |
| NAME             | Walden, Karl Rudolf              |
| ALTERNATIVNAMEN  | Jukka Rangell                    |
| KURZBESCHREIBUNG | finnischer Politiker und General |
| GEBURTSDATUM     | 1. Dezember 1878                 |
| GEBURTSORT       | Helsinki                         |
| STERBEDATUM      | 25. Oktober 1946                 |
| STERBEORT        | Sysmä                            |